# Gli uomini della mia vita
Gli uomini della mia vita è un film del 1990, diretto da Paul Brickman.

## Trama
Beth Macauley è una donna che vive nelle vicinanze di Baltimora insieme con il marito John e i due figli. Quando suo marito muore, lei scopre che egli aveva contratto un debito di sessantatremila dollari. Costretta a cambiar casa, cerca di ricominciare a vivere con i due figli cercando lavoro in città. Ma i suoi figli crescono, e lei, nonostante abbia trovato anche un corteggiatore, controllerà a fatica i suoi figli ormai ribelli.